# Kushti

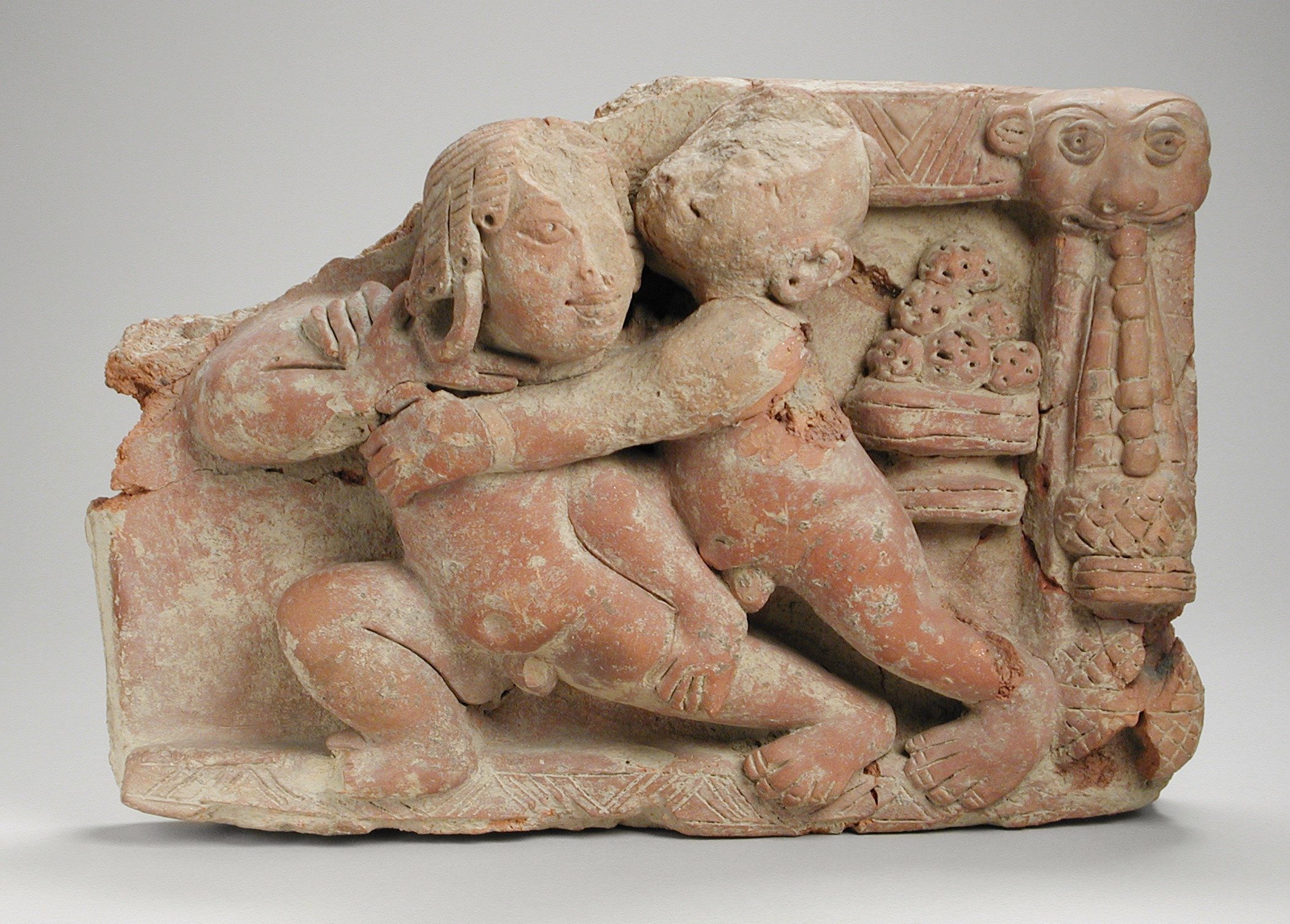
Représentations de deux lutteurs, terre cuite, Uttar Pradesh, Ve siècle, LACMA.

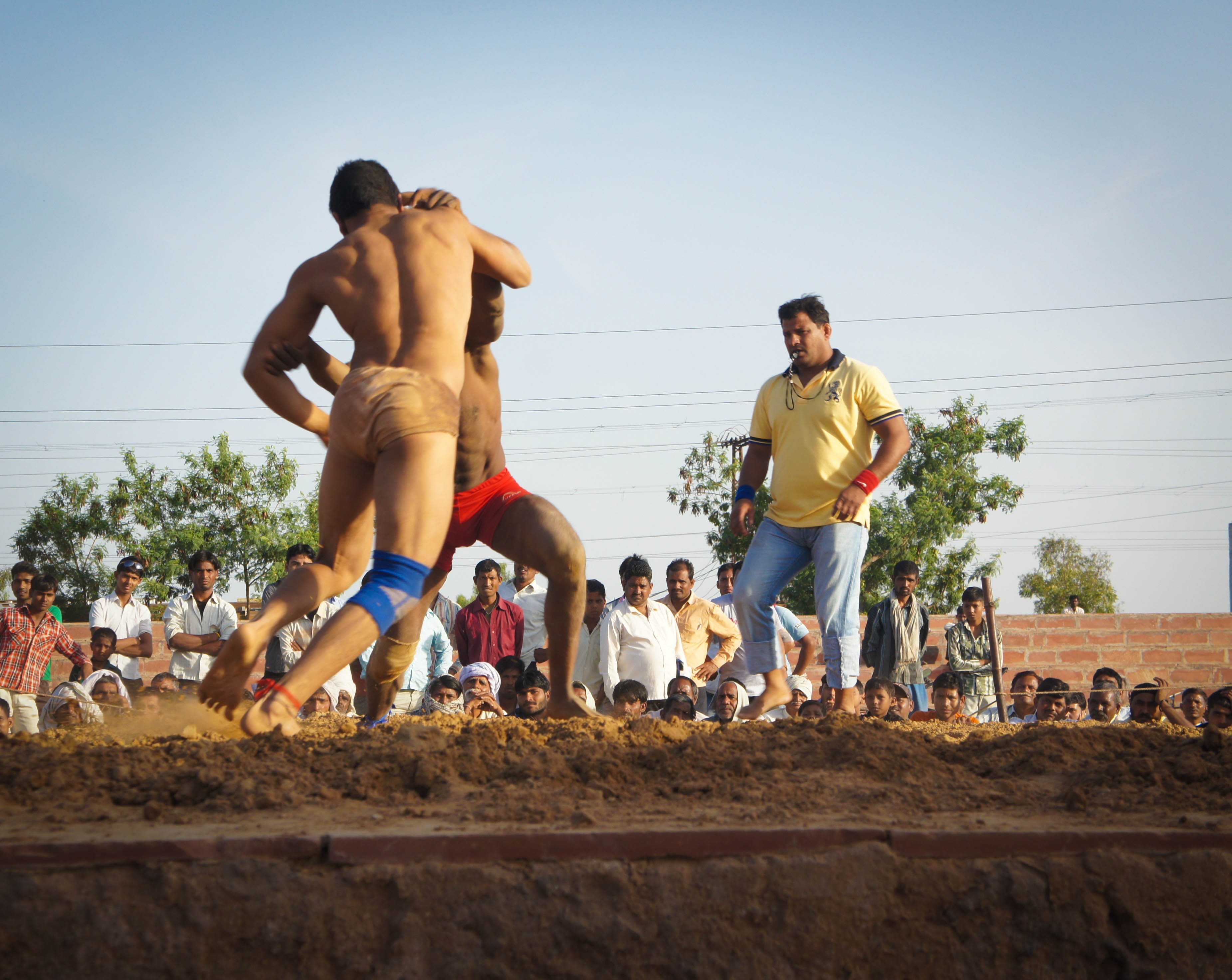
Kushti, compétition à Bharatpur en mars 2013.

Le kushti, également appelé pehlwani ou pahlavani, est une forme de lutte traditionnelle indienne.
Le lutteur, avant de pénétrer dans l'arène, s'enduit le corps d'huile de moutarde afin de se protéger des contusions ; cette huile a des vertus antiseptiques.
Le combat se déroule sur un sol de terre sableuse : le lutteur doit s'asperger de sable, pour  permettre d'assurer la prise. Cette forme de lutte exige des entrainements intensifs. 
Elle comportait une dimension religieuse et spirituelle : l'arène est considérée comme un temple sacré, que l'on doit saluer avant le combat.

## Histoire
Cette forme de lutte remonterait au Ve siècle. Dans la pratique traditionnelle, la lutte est réservée aux hommes, et les combats se passent dehors ou en salle, sur un sol couvert d'une épaisse couche de sable. Quand le combat se fait en salle, les spectatrices devaient rester dehors et ne pouvaient voir les lutteurs qu'au travers des fenêtres, fussent-ils leurs propres enfants.
Le plus grand champion reste Le Grand Gama (1878-1960), lutteur resté invaincu pendant 50 ans.
Actuellement en Inde, la plupart des pratiquants sont des hommes, mais certains groupes accueillent des femmes, et il existe quelques clubs entièrement féminins.
Les lutteurs (qui ne sont pas des sportifs professionnels) financent eux-mêmes leurs installations et frais d'entrainement, de nourriture, etc.
Les administrations étatiques de la fonction publique (forces de l'ordre notamment) apprécient d'embaucher des lutteurs, réputés particulièrement disciplinés, constants et appliqués. Certains pratiquant s'inscrivent dans les clubs en espérant ainsi trouver plus facilement être embauché comme fonctionnaire.

## Spécificités
Les lutteurs se lèvent tôt. Ils ont un régime alimentaire particulier et strict, ont une vie ascétique rythmée par le travail et de séances d'entraînement intensif où les combats se mènent en salle, le corps couvert d'huile, sur un épais lit de sable. Mais les tapis d'arts martiaux tendent à remplacer le sable .

### Vidéographie
- Kushti, la lutte indienne (Kushti - Der indische Ringkampf), film documentaire réalisé par Georg Schmitt et Vera Perrone (Allemagne, 2006)
- « Inde, la lutte à mains nues ; Reportage de Manuel Fenn (Allemagne, 2018, 53 min » (consulté le 7 juillet 2021) (mis en ligne le 6 juillet 2021, jusqu'au 4 août 2021)